# Gullpudror
Gullpudror (Chrysosplenium) är ett släkte av stenbräckeväxter. Gullpudror ingår i familjen stenbräckeväxter.

## Bildgalleri

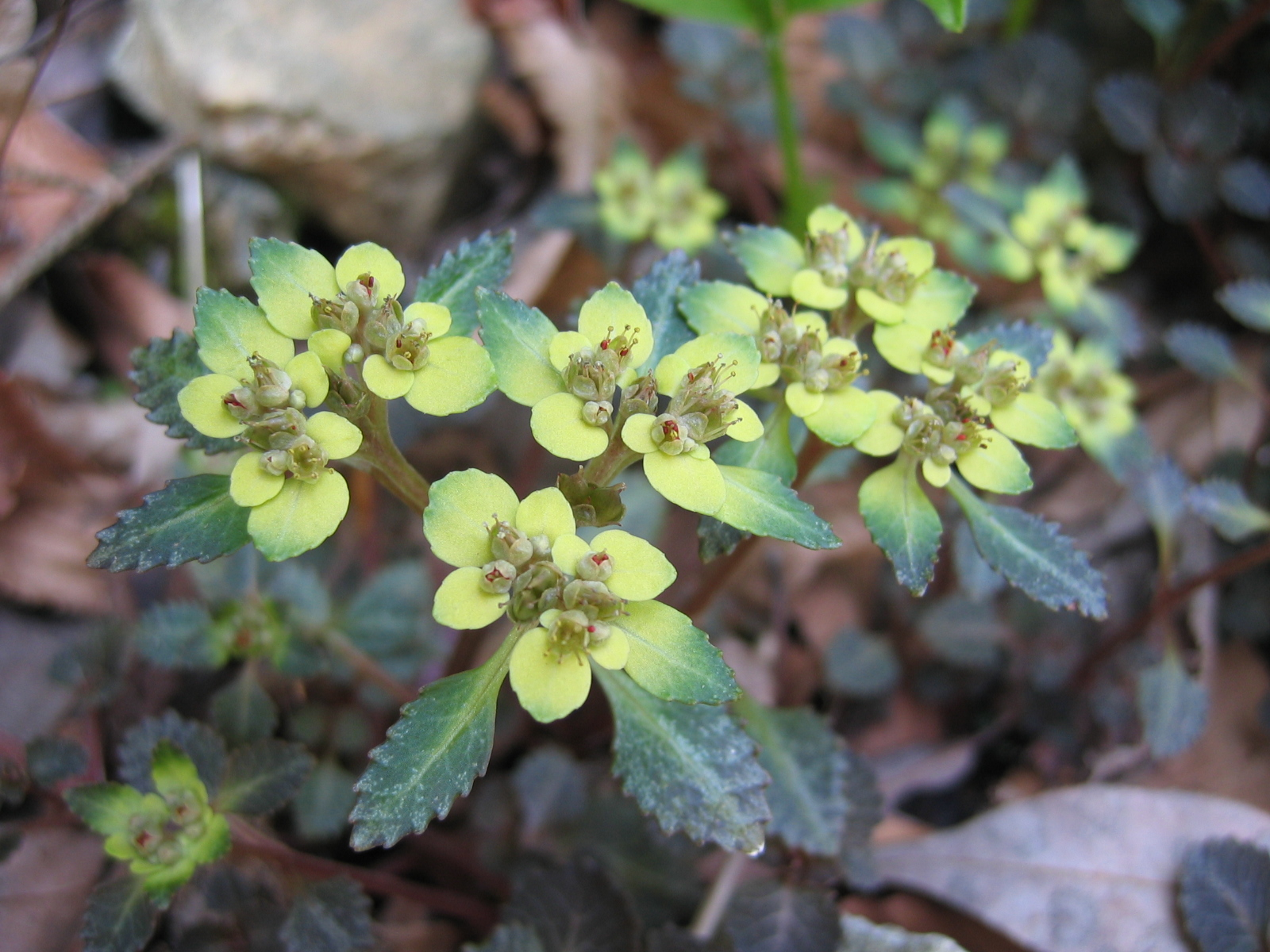
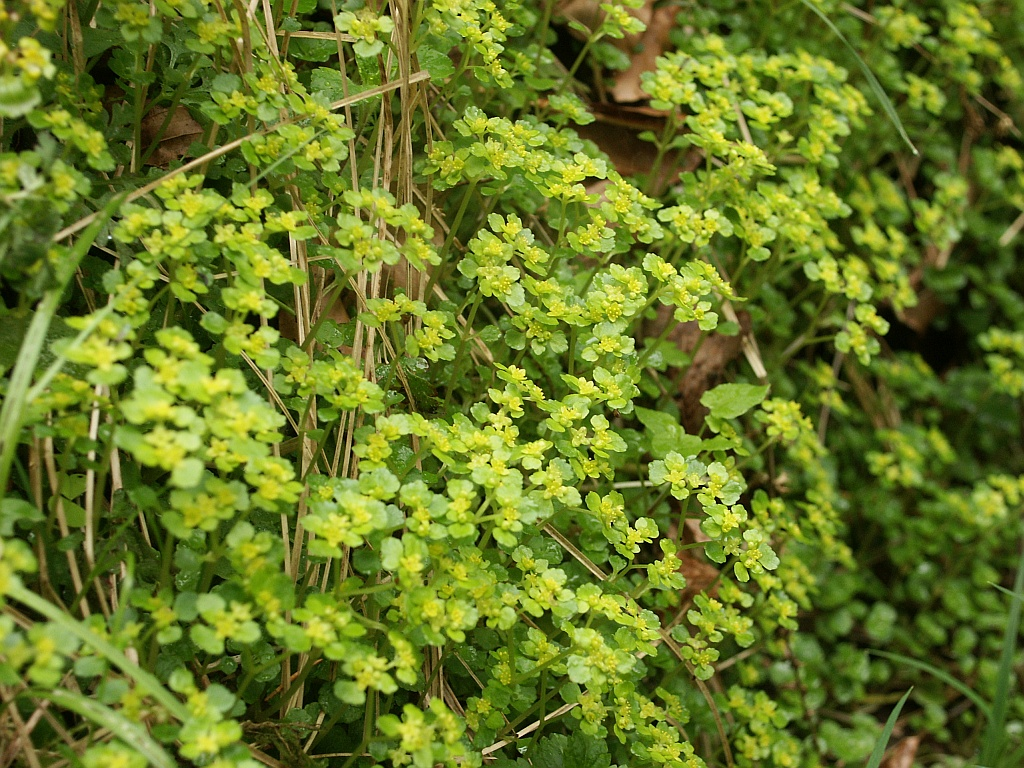
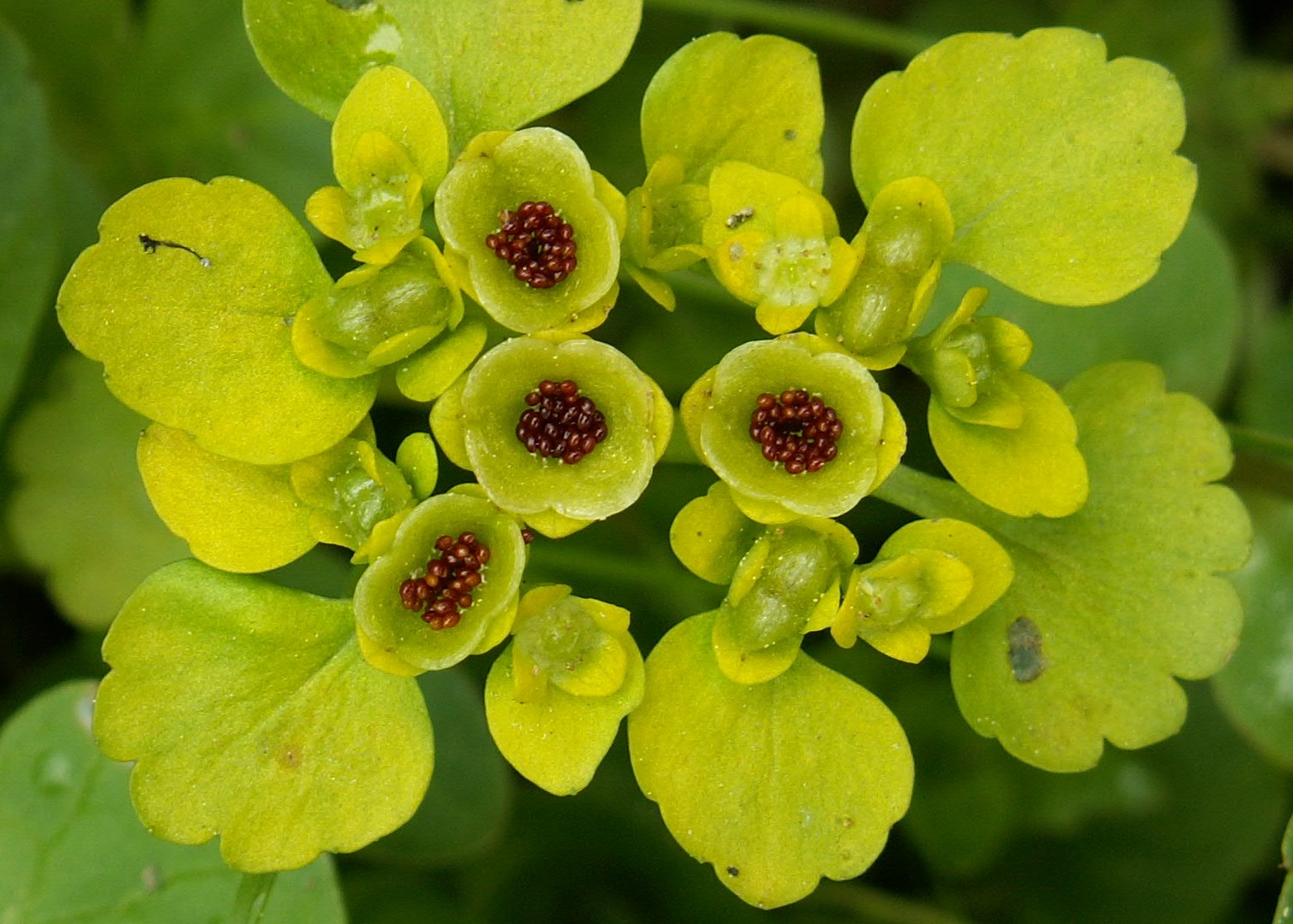

## Dottertaxa till Gullpudror, i alfabetisk ordning[1]
- Chrysosplenium absconditicapsulum
- Chrysosplenium albertii
- Chrysosplenium albowianum
- Chrysosplenium album
- Chrysosplenium alpinum
- Chrysosplenium alternifolium
- Chrysosplenium americanum
- Chrysosplenium arctomontanum
- Chrysosplenium aulacocarpum
- Chrysosplenium axillare
- Chrysosplenium baicalense
- Chrysosplenium biondianum
- Chrysosplenium carnosum
- Chrysosplenium cavaleriei
- Chrysosplenium chinense
- Chrysosplenium davidianum
- Chrysosplenium delavayi
- Chrysosplenium dubium
- Chrysosplenium echinus
- Chrysosplenium fauriae
- Chrysosplenium filipes
- Chrysosplenium flagelliferum
- Chrysosplenium flaviflorum
- Chrysosplenium forrestii
- Chrysosplenium fuscopuncticulosum
- Chrysosplenium giraldianum
- Chrysosplenium glechomifolium
- Chrysosplenium glossophyllum
- Chrysosplenium grayanum
- Chrysosplenium griffithii
- Chrysosplenium hebetatum
- Chrysosplenium hydrocotylifolium
- Chrysosplenium japonicum
- Chrysosplenium jienningense
- Chrysosplenium kamtschaticum
- Chrysosplenium kiotense
- Chrysosplenium lanuginosum
- Chrysosplenium lectus-cochleae
- Chrysosplenium lixianense
- Chrysosplenium macranthum
- Chrysosplenium macrophyllum
- Chrysosplenium macrostemon
- Chrysosplenium maximowiczii
- Chrysosplenium microspermum
- Chrysosplenium nagasei
- Chrysosplenium nepalense
- Chrysosplenium niitakayamense
- Chrysosplenium nudicaule
- Chrysosplenium oppositifolium
- Chrysosplenium ovalifolium
- Chrysosplenium oxygraphoides
- Chrysosplenium peltatum
- Chrysosplenium pilosum
- Chrysosplenium pseudofauriei
- Chrysosplenium pseudopilosum
- Chrysosplenium qinlingense
- Chrysosplenium ramosum
- Chrysosplenium rhabdospermum
- Chrysosplenium rimosum
- Chrysosplenium sedakowii
- Chrysosplenium sikangense
- Chrysosplenium singalilense
- Chrysosplenium sinicum
- Chrysosplenium taibaishanense
- Chrysosplenium tenellum
- Chrysosplenium tetrandrum
- Chrysosplenium tosaense
- Chrysosplenium trichospermum
- Chrysosplenium uniflorum
- Chrysosplenium valdivicum
- Chrysosplenium woroschilovii
- Chrysosplenium wrightii
- Chrysosplenium wuwenchenii